# Dret de petició
El dret de petició és el dret a presentar una queixa, o buscar l'ajuda d'un govern, sense por a càstigs o represàlies. L'article 44 de la Carta de Drets Fonamentals de la Unió Europea garanteix el dret de petició davant el Parlament Europeu. El dret es remunta a la Llei fonamental per a la República Federal d'Alemanya (art. 17), la Bill of Rights de 1689, la Petició de Drets (1628) i la Carta Magna (1215).
És un dret fonamental reconegut per la Constitució Espanyola de 1978 (art. 29) i l'Estatut d'Autonomia de Catalunya (art. 29.5è) i és regulat per la Llei Orgànica 4/2001. D'acord amb el Reglament del Parlament de Catalunya es pot exercir aquest dret davant el Parlament (art. 60). Als Estats Units, el dret de petició està garantit per la Primera Esmena de la Constitució, que prohibeix específicament al Congrés coartar «el dret del poble... de demanar al govern la reparació de greuges».